# Gibraltar aux Jeux du Commonwealth
Gibraltar participe aux Jeux du Commonwealth depuis les Jeux de 1958 à Cardiff. Ce territoire britannique d'outre-mer a envoyé une délégation d'athlètes à chaque édition des Jeux depuis cette date, mais n'y a jamais remporté de médaille.
Malgré sa petite taille (moins de 30 000 habitants), ses représentants ont pris part à une assez large gamme de disciplines sportives. Les meilleurs résultats enregistrés par Gibraltar sont la place obtenue par John Chappory en demi-finale au 800 mètres en 1986 (où il termine huitième et dernier, en 1:55.29), et la huitième place atteinte par Heloise Mañasco à l'épreuve de carabine à air 10 mètres en tir en 2006 (493,6 points),.